# Silene canariensis
Silene canariensis är en nejlikväxtart som beskrevs av Carl Ludwig von Willdenow. Silene canariensis ingår i släktet glimmar, och familjen nejlikväxter. Inga underarter finns listade i Catalogue of Life.